# Herm Gilliam
Pour les articles homonymes, voir Gilliam.
Herman L. « Herm » Gilliam Jr., né le 5 mai 1946 à Winston-Salem, en Caroline du Nord, décédé le 16 avril 2005 à Salem, dans l'Oregon, est un ancien joueur américain de basket-ball. Il évolue durant sa carrière aux postes d'arrière et d'ailier.

## Palmarès
- Champion NBA 1977